# Vincenzo Casciarolo
Vincenzo Casciarolo (Bologna, 1571 – Bologna, 1624) è stato un chimico e alchimista italiano.
Dotato di una gran dedizione alla sperimentazione alchemica, era un umile ciabattino di condizioni modeste. Agli inizi del diciassettesimo secolo trovò, nei calanchi del Monte Paderno, sui colli di Bologna, una strana pietra. Casciarolo scoprì che la pietra, in realtà costituita in buona parte dal minerale barite, dopo essere stata calcinata nel carbone (calcinazione che trasforma il solfato di bario in solfuro di bario), aveva la capacità di trattenere la luce del sole e riemetterla per un certo tempo. La scoperta, datata tra il 1602 e il 1604, rappresenta la prima osservazione del fenomeno della termoluminescenza. Chiamò questa pietra "spugna di sole" ("Spongia Lucis") perché secondo lui la pietra assorbiva la luce del sole per poi restituirla al buio. Tale pietra passò alla storia come la pietra di Bologna, definizione datale da Fortunio Liceti. Anche Galileo Galilei si occupò dello studio di tale pietra, dedicandogli il suo ultimo scritto scientifico compiuto.

## Riconoscimenti
A Vincenzo Casciarolo è stata intitolata una via a Bologna.